# 샤비에르 에체이타
샤비에르 에체이타 고리차테기(스페인어: Xabier Etxeita Gorritxategi ʃaˈβjeɾ eˈtʃejta[*], 바스크어:  ʃaβier etʃeita, 바스크 주 아모레비에타-에차노 ~)는 스페인의 프로 축구 선수로, 현재 에이바르에서 중앙 수비수를 맡고 있다.

## 클럽 경력
에체이타는 비스카이아도 아모레비에타-에차노 출신으로, 고향 아모레비에타를 거쳐 아틀레틱 빌바오의 명성 높은 레사마에 입단했다. 그의 아틀레틱 소속 첫 3경기는 모두 2008-09 시즌 라 리가 경기로 무난히 활약했다: 첫 경기인 2008년 11월 16일의 이웃 오사수나와의 안방 경기는 2-0으로 이겼는데, 이경 기에서 그는 부상당한 우스타리츠를 대신해 교체되어 들어갔고, 이어지는 누만시아와의 안방 경기에서는 2-0으로 이겼지만 퇴장당했다. 12월 21일, 그는 전반 종료 후 부상당한 안데르 무리요와 교체되어 들어갔고, 빌바오는 베티스 원정에서 1-0으로 이겼다. 그러나, 그는 시즌 대부분을 2군 선수단의 일원으로 활약했다.
2010년 1월 이적시장을 며칠 남겨두고, 에체이타는 2부 리그의 카르타헤나로 5달 동안 임대되었다. 2010년 7월 16일, 그는 아틀레틱을 떠나 엘체로 이적하였고, 즉시 선수단의 주전감으로 자리잡았다.
2013년 6월 4일, 40경기에 출전해 4골을 기록하여, 발렌시아 연고 구단을 20년 넘는 세월 끝에 1부 리그로 복귀시키면서, 에체이타는 자유이적으로 아틀레틱 빌바오에 복귀했다. 그러나, 그는 비록 이듬해 4월 7일이 되어서야 공식 복귀전을 치를 수 있었는데, 2-1로 이긴 레반테와의 원정 경기에 90분을 소화했다.
에체이타는 2014년 10월 25일에 알메리아와의 리 그 경기에서 아틀레틱 소속으로 공식 1호골을 기록했다. 그의 2호골은 이듬해 3월 4일, 바르셀로나에서 벌어진 에스파뇰과의 코파 델 레이 경기에서 터졌는데, 소속 구단은 2-0 승리로 3년 만에 대회 결승전에 진출했다. 그는 바르셀로나와의 경기에서도 90분 출전해 1-3 패를 막기에는 역부족이었지만, 같은 상대로 펼친 그 해 여름 수페르코파 데 에스파냐 두 경기에 모두 출전하였는데, 빌바오가 합계 5-1로 이기면서 현역에 나온 이래 첫 우승을 경험했다.
2018년 7월 24일, 에체이타는 또다른 1부 리그 구단인 우에스카로 1년 임대되었다. 2019년 8월, 자유계약으로 풀려난 그는 산 마메스를 떠나 같은 1부 리그의 헤타페와 2년 계약을 맺고 입단했다.
2021년 7월 15일, 에체이타는 최근에 2부 리그로 강등된 에이바르와 1년 계약을 체결하고 이적했다.

## 국가대표팀 경력
에체이타는 2015년 10월에 스페인 성인 국가대표팀에 처음으로 차출되었다. 그 해 10월 12일, 그는 1-0으로 이긴 우크라이나와의 유로 2016 예선전 경기에 조 1위를 확정지은 가운데 최종전에 출전해 90분을 소화했고, 1-0 승리를 도왔다.
그는 비공식 바스크 대표팀에서 뛴 경력도 있다.

## 경력 통계

### 클럽
2021년 4월 13일 기준
| 구단              | 시즌        | 리그              | 리그 | 리그 | 컵   | 컵 | 대륙 | 대륙 | 기타 | 기타 | 합계 | 합계 |
| 구단              | 시즌        | 리그명            | 출장 | 골   | 출장 | 골 | 출장 | 골   | 출장 | 골   | 출장 | 골   |
| ----------------- | ----------- | ----------------- | ---- | ---- | ---- | -- | ---- | ---- | ---- | ---- | ---- | ---- |
| 빌바오 아틀레틱   | 2006–07     | 세군다 디비시온 B | 29   | 4    | —    | —  | —    | —    | —    | —    | 29   | 4    |
| 빌바오 아틀레틱   | 2007–08     | 세군다 디비시온 B | 28   | 1    | —    | —  | —    | —    | —    | —    | 28   | 1    |
| 빌바오 아틀레틱   | 2008–09     | 세군다 디비시온 B | 9    | 2    | —    | —  | —    | —    | —    | —    | 9    | 2    |
| 빌바오 아틀레틱   | 합계        | 합계              | 66   | 7    | 0    | 0  | 0    | 0    | 0    | 0    | 66   | 7    |
| 아틀레틱 빌바오   | 2008–09     | 라 리가           | 14   | 1    | 2    | 0  | —    | —    | —    | —    | 16   | 1    |
| 아틀레틱 빌바오   | 2009–10     | 라 리가           | 3    | 0    | 1    | 0  | 1    | 0    | —    | —    | 5    | 0    |
| 아틀레틱 빌바오   | 합계        | 합계              | 17   | 1    | 3    | 0  | 1    | 0    | 0    | 0    | 21   | 1    |
| 카르타헤나 (임대) | 2009–10     | 세군다 디비시온   | 14   | 1    | 0    | 0  | —    | —    | —    | —    | 14   | 1    |
| 엘체              | 2010–11     | 세군다 디비시온   | 21   | 0    | 1    | 0  | —    | —    | 0    | 0    | 22   | 0    |
| 엘체              | 2011–12     | 세군다 디비시온   | 36   | 1    | 1    | 0  | —    | —    | —    | —    | 37   | 1    |
| 엘체              | 2012–13     | 세군다 디비시온   | 40   | 4    | 1    | 0  | —    | —    | —    | —    | 41   | 4    |
| 엘체              | 합계        | 합계              | 97   | 5    | 3    | 0  | 0    | 0    | 0    | 0    | 100  | 5    |
| 아틀레틱 빌바오   | 2013–14     | 라 리가           | 3    | 0    | 0    | 0  | —    | —    | —    | —    | 3    | 0    |
| 아틀레틱 빌바오   | 2014–15     | 라 리가           | 24   | 2    | 6    | 1  | 4    | 0    | —    | —    | 34   | 3    |
| 아틀레틱 빌바오   | 2015–16     | 라 리가           | 30   | 0    | 4    | 1  | 11   | 0    | 2    | 0    | 47   | 1    |
| 아틀레틱 빌바오   | 2016–17     | 라 리가           | 10   | 0    | 4    | 1  | 2    | 0    | —    | —    | 16   | 1    |
| 아틀레틱 빌바오   | 2017–18     | 라 리가           | 5    | 1    | 2    | 0  | 12   | 1    | —    | —    | 19   | 2    |
| 아틀레틱 빌바오   | 합계        | 합계              | 72   | 3    | 16   | 3  | 29   | 1    | 2    | 0    | 119  | 7    |
| 아틀레틱 빌바오   | 빌바오 합계 | 빌바오 합계       | 89   | 4    | 19   | 3  | 30   | 1    | 2    | 0    | 140  | 8    |
| 우에스카 (임대)   | 2018–19     | 라 리가           | 31   | 4    | 1    | 0  | —    | —    | —    | —    | 32   | 4    |
| 헤타페            | 2019–20     | 라 리가           | 17   | 0    | 2    | 0  | 3    | 0    | —    | —    | 22   | 0    |
| 헤타페            | 2020–21     | 라 리가           | 11   | 0    | 1    | 0  | —    | —    | —    | —    | 12   | 0    |
| 헤타페            | 합계        | 합계              | 28   | 0    | 3    | 0  | 3    | 0    | 0    | 0    | 34   | 0    |
| 경력 합계         | 경력 합계   | 경력 합계         | 325  | 21   | 26   | 3  | 33   | 1    | 2    | 0    | 386  | 25   |

1. 1 2 3 4 5  유로파리그 출장 경기 기록 포함
2. ↑  유로파리그 2경기, 챔피언스리그 2경기 출전 기록 포함
3. ↑  수페르코파 데 에스파냐 출전 경기 기록 포함

## 수상
아틀레틱 빌바오
- 수페르코파 데 에스파냐: 2015[25]